# Norwegische Eishockeymeisterschaft 1939/40
Die Saison 1939/40 war die sechste Spielzeit der norwegischen Meisterschaft, der höchsten norwegischen Eishockeyspielklasse. Meister wurde zum insgesamt vierten Mal in der Vereinsgeschichte Grane SK.

## Meisterschaft

### 1. Runde
- Grane SK
- Stabæk IF – SK Forward 3:1
- Bygdø – Ready 2:6
- B.14 – IF Frisk 1:2
- Frogner – Holmen Hockey 1:3
- SK Gjøa – Furuset Ishockey 0:4
- SK Strong – IL Heming 1:0
- Hasle-Løren IL

### 2. Runde
- Grane SK – Stabæk IF 5:1
- Ready – IF Frisk 4:3
- Holmen Hockey – Furuset Ishockey 5:2
- SK Strong – Hasle-Løren IL 0:2

### Halbfinale
- Grane SK – Ready 4:0
- Holmen Hockey – Hasle-Løren IL 1:3

### Finale
- Grane SK – Hasle-Løren IL 1:0